# セザンヌ (書体)
セザンヌ（Cezanne）はフォントワークスが開発、販売するゴシック体およびそのフォント製品。デザインは佐藤俊泰による。

## 概要
1990年、フォントワークスよりMacDTP向けPostScriptフォントとしてリリースされた、伝統的な角立て・突き出し付きのゴシック体。直線的で洗練された骨格を持つ「ロダン」に対し、セザンヌは漢字・仮名ともに文字本来の字形を優先している。

## ファミリー
- セザンヌ M
- セザンヌ DB
- セザンヌ B
- セザンヌ EB